# Danny Kent
Danny Kent (* 25. November 1993 in Chippenham, England) ist ein britischer Motorradrennfahrer und Weltmeister in der Moto3-Klasse.

## Karriere
Kent begann seine Rennkarriere auf einem Pocket Bike im Jahr 2001. Zu diesem Zeitpunkt war er acht Jahre alt. Entdeckt von dem ehemaligen Motorradrennfahrer Roger Burnett, startete Kent 2009 (1 Sieg; 4. Gesamtrang) und 2010 (2 Siege; 2. Gesamtrang) im Red Bull MotoGP Rookies Cup.
2010 hatte er seine ersten Einsätze in der 125-cm³-Klasse der Motorrad-Weltmeisterschaft.

### Motorrad-Weltmeisterschaft

#### 125-cm³/Moto3-Klasse
2011 ging Danny Kent in seine erste volle Saison in der Motorrad-WM. Er fuhr im Team von Aki Ajo auf einer Aprilia. Dem Ajo-Motorsport-Team blieb er 2012, in der neu geschaffenen Moto3-Klasse, treu. Das Einsatzmotorrad war nun allerdings eine KTM. In diesem Jahr konnte Kent zwei Siege einfahren und belegte am Ende den vierten Gesamtrang. In der Saison 2013 trat er in der Moto2-Kategorie auf Tech 3 an. Am Ende der Saison belegte er mit 15 Punkten den 22. Gesamtrang.
2014 ging Danny Kent in die Moto3-Klasse zurück. Auf einer Husqvarna gelangen ihm zwei dritte Plätze. Er wurde mit 129 Punkten Achter in der Gesamtwertung. 2015 wechselte er ins Leopard Racing Team. Dort fuhr er eine Honda. Seine Teamkollegen waren der Spanier Efrén Vázquez und der Japaner Hiroki Ono. Beim letzten Lauf der Saison in Valencia auf dem Circuit Ricardo Tormo reichte Kent ein neunter Platz, um zum ersten Mal in seiner Karriere Weltmeister in der Moto3-Klasse zu werden.
Nach der Trennung von Kiefer Racing in der Moto2 2017 fuhr Danny Kent mit einer Wildcard für sein ehemaliges Team Red Bull KTM Ajo den Großen Preis von Frankreich.

#### Moto2-Klasse
Zur Saison 2016 stieg der Brite erneut in die Moto2-Klasse auf. Er fuhr, wie zuvor in der Moto3, im Leopard Racing Team. Sein Teamkollege dort war der Portugiese Miguel Oliveira. Am Ende der Saison belegte er mit 35 Punkten den 22. Rang in der Gesamtwertung. Sein bestes Ergebnis war der sechste Platz beim Großen Preis von Katar. 2017 bekam er mit dem Schweizer Dominique Aegerter einen neuen Teamkollegen. Allerdings blieb Kent selber dem Team nicht lange treu. Nach dem Warmup zum Grand Prix of The Americas, dem dritten Saisonrennen, trennte er sich von Kiefer Racing. Als Grund gab Danny Kent unüberbrückbare Differenzen an.

## Statistik

### Erfolge
- 2015 – Moto3-Weltmeister auf Honda
- 8 Grand-Prix-Siege

### In der Motorrad-Weltmeisterschaft
| Saison | Klasse  | Team                    | Motorrad  | Rennen | Siege | Zweiter | Dritter | Poles | Schn. Rennrunden | Punkte | Ergebnis    |
| ------ | ------- | ----------------------- | --------- | ------ | ----- | ------- | ------- | ----- | ---------------- | ------ | ----------- |
| 2010   | 125 cm³ | Aztec Grand Prix        | Honda     | 1      | —     | —       | —       | —     | —                | —      | —           |
| 2010   | 125 cm³ | Lambretta Reparto Corse | Lambretta | 5      | —     | —       | —       | —     | —                | —      | —           |
| 2011   | 125 cm³ | Red Bull Ajo MotorSport | Aprilia   | 17     | —     | —       | —       | —     | —                | 82     | 11.         |
| 2012   | Moto3   | Red Bull KTM Ajo        | KTM       | 17     | 2     | —       | 1       | 1     | 1                | 154    | 4.          |
| 2013   | Moto2   | Tech 3                  | Tech 3    | 15     | —     | —       | —       | —     | —                | 15     | 22.         |
| 2014   | Moto3   | Red Bull Husqvarna Ajo  | Husqvarna | 18     | —     | —       | 2       | 1     | —                | 129    | 8.          |
| 2015   | Moto3   | Leopard Racing          | Honda     | 18     | 6     | 1       | 2       | 5     | 3                | 260    | Weltmeister |
| 2016   | Moto2   | Leopard Racing          | Kalex     | 17     | —     | —       | —       | —     | —                | 35     | 22.         |
| 2017   | Moto3   | Red Bull KTM Ajo        | KTM       | 2      | —     | —       | —       | —     | —                | 6      | 32.         |
| 2017   | Moto2   | Kiefer Racing           | Suter     | 2      | —     | —       | —       | —     | —                | 3      | 33.         |
| 2017   | Moto2   | Dynavolt Intact GP      | Suter     | —      | —     | —       | —       | —     | —                | —      | 33.         |
| 2017   | Moto2   | Garage Plus Interwetten | Kalex     | 1      | —     | —       | —       | —     | —                | —      | 33.         |
| 2018   | Moto2   | Speed Up Racing         | Speed Up  | 13     | —     | —       | —       | —     | —                | 8      | 25.         |
| Gesamt | Gesamt  | Gesamt                  | Gesamt    | 126    | 8     | 1       | 5       | 7     | 4                | 693    | 1 WM-Titel  |

Grand-Prix-Siege
| Saison | Klasse | Rennen                                                                      |
| ------ | ------ | --------------------------------------------------------------------------- |
| 2012   | Moto3  | Japan Valencia                                                              |
| 2015   | Moto3  | USA-Texas Argentinien Spanien Katalonien Deutschland Vereinigtes Konigreich |